# معامل تردد التصادم
معامل تردد التصادم أو معامل الدالة الأسية في الكيمياء (بالإنجليزية:pre-exponential factor ) هو ثابت الدالة الأسية في معادلة أرينيوس الخاصة بمعدل سرعة التفاعل الكيميائي . وقد صاغ أرينيوس هذه العلاقة بين سرعة تفاعل كيميائي ودرجة الحرارة على أساس تجريبي حيث قام بالعديد من تلك التجارب في درجات حرارة مختلفة وصاغ على أساسها معادلته . يرمز للمعامل بالحرف A عادة عند تعيينه بالتجربة وهو يعبر عن عدد التصادمات بين الجزيئات خلال تفاعل كيميائي.
وبالنسبة إلى تفاعل كيميائي من الدرجة الأولى تكون وحدة A هي ثانية−1, ولذلك فيسمى A معامل التردد أو معامل تردد التصادم .
ويعتمد معامل التصادم A على معدل تصادم الجزيئات عندما تكون جميع تركيزات المواد في التفاعل 1 مول/لتر ، وكذلك على اتجاه الجزيئات أثناء التصادم (تصادم رأسي ، أو تصادم تماسي وغيرها ).
اتضح فيما بعد أن المعامل A نفسه يعتمد على درجة الحرارة هو أيضا ولكن بدرجة أضعف من تأثير الدالة الأسية على معدل التفاعل في معادلة أرينيوس. ويتناسب هذا المعامل في بعض التفاعلات الكيميائية تناسبا طرديا مع الجزر التربيعي لدرجة الحرارة.

## اقرأ أيضا
- تركيز
- ثابت معدل التفاعل
- معدل التفاعل
- توازن ترموديناميكي
- توازن دينامي
- توازن الكتلة
- مول
- جزء مولي
- كتلة مولية
- نظام حركة حرارية
- معادلة ايرينج